# L'amante nell'ombra
L'amante nell'ombra (Striden går vidare) è un film svedese diretto da Gustaf Molander nel 1941.

## Trama
Un giovane chirurgo diventa l'assistente di un celebre professore e si impegna nel lavoro per acquisire stima e notorietà, incitato anche da un'infermiera innamorata di lui. Un'altra donna lo persuade ad allontanarsi dalla clinica per dedicarsi alla libera professione, più indipendente e redditizia. La brillante riuscita di un difficile intervento chirurgico gli farà cambiare idea e gli farà capire che il suo posto è in clinica, dove tra l'altro ritrova l'amore della giovane infermiera che lo aveva spronato e aiutato agli inizi della carriera.